# Beautiful Girls (Van Halen)
Beautiful Girls è una canzone del gruppo musicale statunitense Van Halen, estratta come singolo dal loro secondo album in studio Van Halen II nel 1979.

## Tracce
1. Beautiful Girls (Edit) – 3:37
2. D.O.A. – 4:09

## Formazione
- David Lee Roth – voce
- Eddie van Halen – chitarra, cori
- Michael Anthony – basso, cori
- Alex van Halen – batteria